# Lola Créton
Lola Créton (París, 16 de desembre de 1993) és una actriu francesa. Va començar la carrera com a actriu als 10 anys, amb una aparició al curtmetratge Imago (2004). És coneguda pels seus papers a les pel·lícules Primer amor (2011) i Després de maig (2012).

## Filmografia
| Any  | Títol                              | Paper             | Notes        |
| ---- | ---------------------------------- | ----------------- | ------------ |
| 2004 | Imago                              |                   | Curtmetratge |
| 2007 | Louis page                         |                   | TV sèrie     |
| 2007 | La cambra dels morts               | Eleonora          |              |
| 2008 | Els nens de Timpelbach             | Mireille Stettner |              |
| 2009 | Barba blava                        | Marie-Catherine   |              |
| 2009 | Malban                             |                   | Curtmetratge |
| 2011 | En ville                           | Iris              |              |
| 2011 | Primer amor (Un amour de jeunesse) | Camille           |              |
| 2012 | Després de maig                    | Christine         |              |
| 2012 | Hollyoaks Later                    | Lola              | TV sèrie     |
| 2013 | Els canalles                       | Justine           |              |
| 2014 | Disparue en hiver                  | Laura             |              |
| 2016 | Corniche Kennedy                   | Suzanne/Suzanna   |              |
| 2018 | Ultra pulpe                        | O.D.              | Curtmetratge |